# Centrale thermique de Taichung
 (juillet 2021).
Si vous disposez d'ouvrages ou d'articles de référence ou si vous connaissez des sites web de qualité traitant du thème abordé ici, merci de compléter l'article en donnant les références utiles à sa vérifiabilité et en les liant à la section « Notes et références ».
La centrale thermique de Taichung est une centrale thermique à Taïwan, avec une capacité de 5 780 MW, elle est la centrale thermique la plus puissante au monde.